# 별의 커비 (애니메이션)
별의 커비는 일본의 애니메이션 작품으로, 닌텐도의 게임을 바탕으로 2001년에 요시카와 소우지 감독에 의해 제작되었다. 한국에서는 2004년 투니버스에서 석종서 프로듀서에 의해 52회까지 방영되었고 일본에선 총 100회를 달성하였다.

## 등장인물

### 커비
성우 : 오모토 마키코, 이자명
아주 먼 우주에서 왔다. 잠꾸러기이고 몸속이 우주로 되어있으며 웬만한 음식을 다 좋아하는데 특히 수박과 사과 그리고M(맥시멈)토마토를 좋아한다. 흡입이 주특기. 몬스터가 가진 능력을 흡입하면 그 능력을 가지는 신기한 능력이 있다.

### 훔(fumu)
성우 : 요시다 사유리, 여민정
케피족중에서 주인공. 커비를 잘 이해하며 위기 상황에 커비를 돕는다.

### 붕(bun)
성우 : 코마츠 리카, 이선호
훔의 남동생. 역시 커비를 잘 이해함. 커비에게 장난을 치기도 한다.

### 토코리
성우 : 타키모토 후지코, 최준영
시도때도 없이 독설을 날리는 노란 아기새로 원래 평범한 둥지에서 살다 커비가 마을에 온 후로 커비랑 집에서 보내게 된다.

### 메타나이트
성우 : 키사이치 아츠시, 김민석
갤럭시아(검)에게 선택받은 우주 최강의 전사. 커비의 좋은 사부. 디디디 대왕의 충신이기도 하다.

### 디디디 대왕
성우 : 오가타 켄이치, 시영준
푸푸푸 랜드의 절대적 왕. 커비가 떨어진 이후로 커비를 괴롭히는 못된왕 다만 원작 캐릭터는 대인배 캐릭터다.

### 에스카르곤
성우 : 타츠타 나오키, 이인성
디디디 대왕의 신하. 커비를 괴롭히지만 마음 만큼은 착해보인다.

### 실리카
차세대 별의 전사.
메타나이트가 어머니를 버리고 갤럭시아를 훔쳐 달아났다고 생각해 메타나이트를 쫓아왔다. 후에 메타나이트와 싸운다.

### 넉클 죠
성우 : 타카야마 미나미, 정유미
레펀의 남편이자 메타나이트와 함께 별의 전사였던 아버지를 이어 차세대 별의 전사가 된다.
현재로썬 마수 헌터이다.

### 카부
성우 : 토비타 노부오, 황원
팝 스타에 있는 거대 석상.
천년의 지혜를 가지고 있으며 워프 스타를 입에 넣고있다.

### 웨이들 디
디디디 대왕의 하인.
닌텐도사에선 몇 마리 정도가 있는지 설정하지 않았기 때문에 애니에선 수 없이 많이 등장한다.

### 커스터머 서비스
성우 : 긴가 반조, 김정은
나이트메어 주식회사의 마수배달을 전문으로 하는 나이트메어의 부하.

### 나이트메어
성우 : 긴가 반조, 손종환
악을 다스리는 최강의 악마. 후에 커비에 의해 소멸되고 만다.
즉 악몽이다

### 쿡 카와사키
성우 : 토비타 노부오, 신용우
푸푸푸랜드의 유일 요리사. 요리를 상당히 잘 한다...고 스스로는 생각하지만 맛은 장담 못한다.
카레가 주 요리이다.

### 렌 시장
성우 : 손종환
푸푸푸랜드의 시장.

### 웨이들 두
성우 : 미즈타니 유코, 현경수
웨이들 디들의 대장이며 애니에선 능력이 없다고 설정되어 있지만 게임에선 빔 능력을 가지고 있다.

### 팜&멤
성우(팜) : 나가사코 타카시, 권혁수
성우(멤) : 미즈타니 유코, 안경진
훔과 붕의 부모님. 디디디 캐슬에서 사는 귀족.

### 로로로&라라라
성우(로로로) : 칸자키 치로, 정유미
성우(라라라) : 아키타 마도카, 이용신
숲 속 요정으로 패밀리컴퓨터 퍼즐게임 '로로'에 등장했었다.원래는 '로라'라는 마수였지만 키타리하타리(스플라이스앤슬라이스)에 의해 반으로 나뉘여 진다.

### 다이나 블레이드&베이비 다이나
엄마와 아기의 관계에 있다.
슈퍼 디럭스와 울트라 슈퍼 디럭스에선 하얀날개 다이나 블레이드에 출현했었다.

### 소드나이트&블레이드나이트
성우(소드나이트) : 토키타 히카루, 김기흥
성우(블레이드나이트) : 칸자키 치로, 신용우
메타나이트의 부하이다.
서로 라이벌이면서도 메타나이트를 도울 때 만큼은 환상의 콤비.늘 둘이 붙어다닌다.
(굳이 차이를 두자면 소드가 몸빵,블레이드가 머리쓰는 쪽이라고 할 수 있다.)

### 릭&쿠&카인
성우(릭) : 오모토 마키코, 홍범기
성우(쿠) : 칸자키 치로, 신용우
성우(카인) : 토비타 노부오, 현경수
커비의 동물 친구들.
별의 커비2부터 출현하기 시작한 캐릭터.

### 보룬 서장
성우 : 키사이지 아츠시, 최준영
푸푸푸 랜드의 경찰관이다.

### 메이벨
성우 : 미즈타니 유코
푸푸푸 랜드의 점쟁이다.

### 큐리오 박사
성우 : 황원
푸푸푸 랜드의 뛰어난 역사가이다. 고대 케피타운의 역사를 바꾼적이 있었다.

### 몬스터들
디디디대왕이 구매해서 커비를 물리치려는 마수들.